# Abédi Pelé
Abédi Ayew (normalt bare kendt som Abédi "Pelé") (født 5. november 1964 i Domé, Ghana) er en tidligere ghanesisk fodboldspiller, der gennem 1980'erne og 1990'erne spillede som midtbanespiller på Ghanas landshold, samt hos flere afrikanske og europæiske klubber. Han blev i 2004 udvalgt til FIFA 100, en kåring af de 125 bedste nulevende fodboldspillere gennem historien, og blev også i både 1991, 1992 og 1993 kåret til Årets spiller i Afrika.
Abédi Pelés største tid kom hos Olympique Marseille i Frankrig, som han vandt det franske mesterskab med fire gange. Dertil sikrede han sig med klubben også én Coupe de France-titel, samt Champions League i 1993.

## Landshold
Abédi Pelé nåede i løbet af sin karriere at spille 73 kampe og score 33 mål for Ghanas landshold, hvilket gør ham til den mest scorende spiller i landets historie. Han repræsenterede holdet i årene mellem 1982 og 1998, og var blandt andet med til at sikre ghaneserne sejren ved African Nations Cup i 1992.

## Titler
Ligue 1
- 1989, 1990, 1991 og 1992 med Olympique Marseille

Coupe de France
- 1989 med Olympique Marseille

Champions League
- 1993 med Olympique Marseille

African Nations Cup
- 1982 med Ghana